# Mehregan (festival)
Mehregan (em idioma persa : مهرگان o Jasn-e Mehr جشن مهر Mitra Festival) é uma festa do zoroastrismo persa, que é celebrada em homenagem ao iazata Mitra (Persa: Mehr), divindade que é responsável pela amizade, carinho e amor. Também é conhecido como o Festival do Outono Persa.

## Introdução
De acordo com The Wiley-Blackwell Companion to Zoroastrianism (2015), foi originalmente uma festa em homenagem ao deus persa Mitra. No quarto século a.C., foi observado como uma das festividades do dia do seu nome, uma forma que é preservada hoje. Em um Irão predominantemente muçulmano , é um dos dois festivais pré-islâmicos que continuam a ser celebrados pelo público em geral: Mehregan, dedicado a Mitra (o moderno Mir) e Tirgan, dedicado a Tistria (o moderno Tir).
Os festivais com o nome do dia são festivais celebrados no dia do ano em que o nome do dia e o nome do mês são dedicados a um anjo ou virtude particular. O dia Mehr no mês Mehr que correspondeu ao dia em que os fazendeiros colhiam suas colheitas. Portanto, eles também comemoraram o fato de que Deus lhes havia dado alimentos para sobreviver aos próximos meses frios.

Independentemente do calendário observado, Mehregan ocorre no dia 196 do ano. Para os calendários que têm 21 de março como Nouruz ou Ano Novo (isto é, nas variantes Fasili e Bastani do calendário zoroastriano e no calendário civil iraniano), Mehregan ocorre em 2 de outubro. Para a variante Shahanshahi do calendário zoroastriano, que em 2006-2007 tem o dia de Ano Novo em 20 de agosto, Mehregan caiu em 3 de março do ano gregoriano seguinte. Para a variante Kadmi, que tem um dia de ano novo 30 dias antes, Mehregan cai em 1 de fevereiro. Em março de 2015, iniciou-se o ano 1394 do calendário persa. É o calendário oficial no Irão e no Afeganistão .
No livro de instruções de Al-Biruni sobre os elementos da arte da astrologia (233) do século XI, o astrónomo observou que "algumas pessoas deram preferência a Mehregan [na Nouruz, ou seja, o Dia de Ano Novo/Primavera] tanto quanto preferem o outono à primavera". A associação de Mehregan com a polaridade da primavera/outono, a semeadura/colheita e o ciclo de nascimento/renascimento também não escaparam de al-Biruni, porque, como ele observou, "Mehregan é considerado um sinal da ressurreição e do fim do mundo, porque em Mehregan o que cresce atinge a perfeição".